# Bulbophyllum subumbellatum
Bulbophyllum subumbellatum là một loài phong lan thuộc chi Bulbophyllum.